# Peperomia trianae
Peperomia trianae är en pepparväxtart som beskrevs av C. Dc.. Peperomia trianae ingår i släktet peperomior, och familjen pepparväxter. Inga underarter finns listade i Catalogue of Life.